# ميثيل ميثاكريلات
ميثيل ميثاكريلات هو مركب عضوي صيغته C5H8O2، والتي يمكن كتابتها على الشكل CH2=C(CH3)COOCH3، ويوجد على شكل سائل عديم اللون.
يصنف المركب على أنه الإستر الميثيلي لحمض الميثاكريليك؛ كما أنه المركب أحادي القسيمة في مبلمر بولي ميثيل ميثاكريلات.

## التحضير
توجد عدة طرق مختلفة ومتنوعة لتحضير هذا المركب؛ ومنها أسلوب التحضير وفق طريقة السيانوهيدرين، حيث يتم تشكيل مركب سيانوهيدرين الأسيتون من تفاعل الأسيتون مع سيانيد الهيدروجين ثم بإجراء تفاعل حلمهة حمضية بوجود حمض الكبريتيك ثم بإجراء تفاعل أسترة مع الكحول الميثيلي.
{\displaystyle {\ce {(CH3)2CO + HCN -> (CH3)2C(OH)CN}}}
{\displaystyle {\ce {(CH3)2C(OH)CN + H2SO4 -> (CH3)2C(OSO3H)C(O)NH2}}}
{\displaystyle {\ce {(CH3)2C(OSO3H)C(O)NH2 + CH3OH -> CH2 =C(CH3)C(O)OCH3 + NH4HSO4}}}
بأسلوب آخر يتفاعل الإيثيلين مع الميثانول وأحادي أكسيد الكربون للحصول على بروبيونات الميثيل؛ ومن ثم بالمفاعلة مع الفورمالدهيد:
{\displaystyle {\ce {C2H4 + CO + CH3OH -> CH3CH2CO2CH3}}}
{\displaystyle {\ce {CH3CH2CO2CH3 + CH2O -> CH3(CH2)CCO2CH3 + H2O}}}

## الخواص
يوجد المركب في الشروط القياسية على شكل سائل عديم اللون، وهو ضعيف الامتزاجية مع الماء.

## الاستخدامات
يستخدم المركب في تحضير مبلمر بولي ميثيل ميثاكريلات.